# Ткаченко Іван Пилипович
Іва́н Пили́пович Ткаче́нко — Герой Радянського Союзу (15.04.1945). Начальник розвідки 3-го артилерійського дивізіону 22-го гвардійського артилерійського Євпаторійського Червонопрапорного полку 3-ї гвардійської стрілецької Волноваської дивізії 2-ї гвардійської армії 3-го Білоруського фронту, гвардії лейтенант.

## Біографія
Народився 15 березня 1916 року в місті Донецьк, нині обласному центрі Україні в сім'ї робітника. Росіянин. Член ВКП (б) з 1944 року. Закінчив 9 класів. Працював електрослюсарем на Донецькому металургійному заводі. У Червоній Армії з 1940 року. Учасник Великої Вітчизняної війни з вересня 1941 року. У 1943 році закінчив Подільське артилерійське училище.
Начальник розвідки гвардії лейтенант Іван Ткаченко в районі міста Бартенштайн (зараз Бартошице, Польща) 2 лютого 1945 року, перебуваючи в тилу противника з двома розвідниками і радистом, протягом 11-ти годин вміло коригував вогонь дивізіону.
У результаті були придушені 2 артилерійські та 2 мінометні батареї, знищено 8 кулеметних точок і більше роти гітлерівців. У цьому бою Іван Ткаченко особисто знищив 19 гітлерівців.

Гвардії лейтенант Іван Ткаченко загинув 18 квітня 1945 року. Похований у місті Зеленоградськ Калінінградської області.

## Нагороди
Указом Президії Верховної Ради СРСР від 19 квітня 1945 року за зразкове виконання бойових завдань командування на фронті боротьби з німецько-фашистськими загарбниками і проявлені при цьому мужність і героїзм, гвардії лейтенанту Ткаченко Івану Пилиповичу присвоєно звання Героя Радянського Союзу.
Нагороджений орденами Леніна, Червоного Прапора, Вітчизняної війни 1-го та 2-го ступеня, Червоної Зірки.

## Вшанування
Герой Радянського Союзу І. Ф. Ткаченко навічно зарахований до списків свого рідного полку. У Донецьку ім'я Героя носить вулиця, в радянські часи носила піонерська дружина школи № 30, де він навчався. У Донецьку, на честь І. Ф. Ткаченко, встановлені пам'ятник, меморіальна дошка на вулиці його імені і на будівлі металургійного заводу.

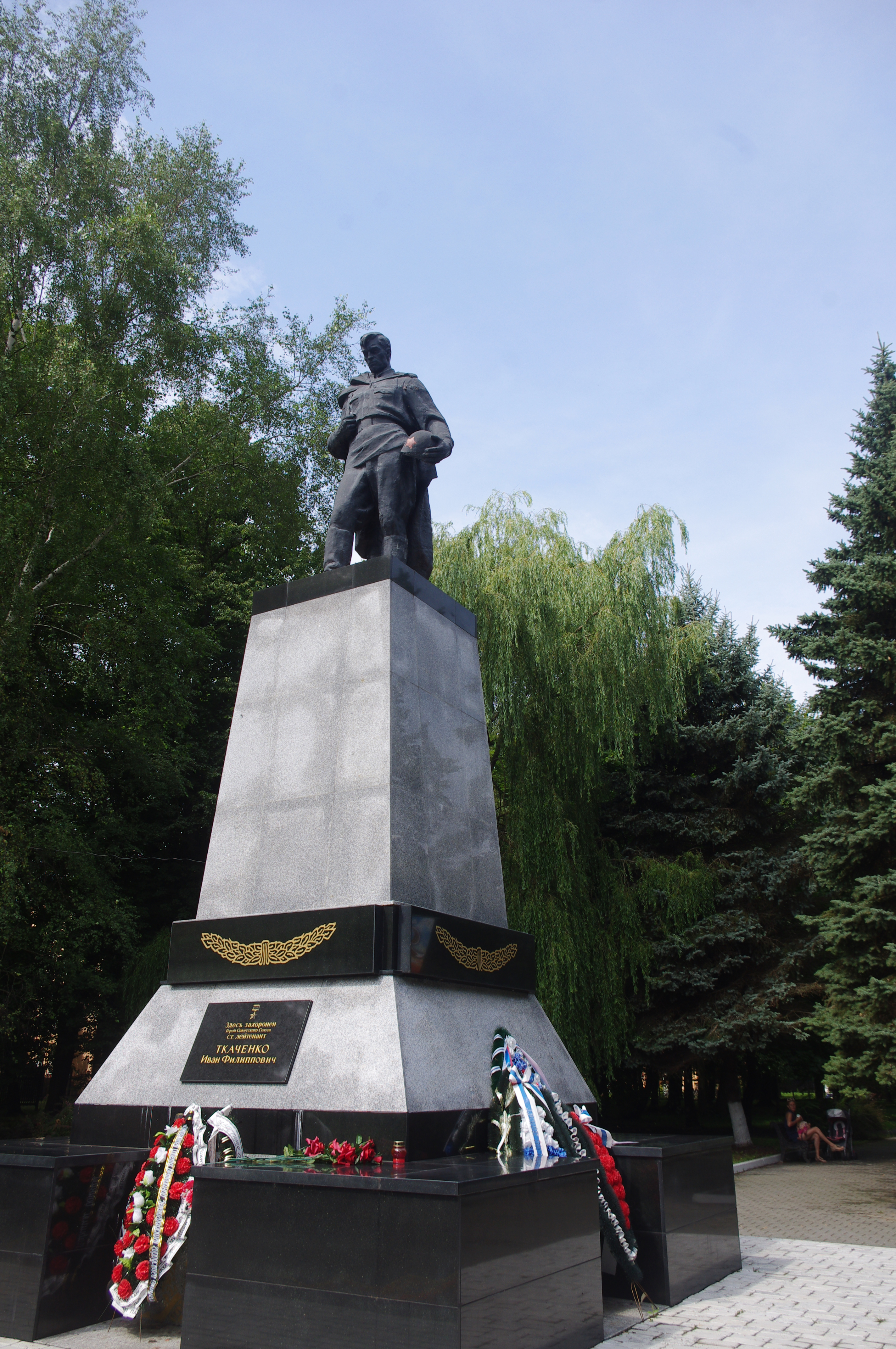
Пам'ятник Івану Ткаченко в Зеленоградське